# 天気予報 (福島中央テレビ)
天気予報（てんきよほう）とは、福島中央テレビで放送されている天気情報番組である。

## 概要
放送開始以来（開始時期不明）、夜時間帯の天気予報のみ青白いロゴを使っている。
2011年度まで朝時間帯の「ZIP!」、「ズームインサタデー」、「NNNストレイトニュース」、「news zero」内の天気予報コーナーだけ「県内の天気予報」と書かれていた。
2021年度から提供画面を改め、カラー表示を採用。なお、2012年度から現在のバックカラーを使用。

## 放送時間
あくまでも放送予定であり、番組編成により放送時間は変わる場合があるので留意。

### 現在
毎日
- 「NNNストレイトニュース」

平日
- 「ZIP!」 5:56 - 58、6:22 - 25、6:56 - 58
- 「スッキリ」→ 「DayDay.」 10:20頃から1分程度放送。
- 天気予報 （火 - 金） 20:57 - 21:00 [2]
- 県内の天気予報 21:54 - 22:00 [3]
- 「news zero」 23:50頃から1分程度放送、金曜日のみ深夜放送となる。

土曜
- 「ズームインサタデー」6:04頃と6:48頃から2分程度放送。
- 「news every.サタデー」17:25頃から1分程度放送。
- 天気予報 20:57 - 21:00 [4]
- 県内の天気予報 21:54 - 22:00 [5]

日曜
- 「NNNニュースサンデー」6:26頃から1分程度放送。
- 「ゴジてれ×Sun!」 17:20頃から1分程度放送。
- 天気予報 20:57 - 21:00
- 県内の天気予報 21:54 - 22:00 [6]

他、早朝と深夜の放送。